# Drosophila sternopleuralis
Drosophila sternopleuralis este o specie de muște din genul Drosophila, familia Drosophilidae, descrisă de Toyohi Okada și Syo Kurokawa în anul 1957. Conform Catalogue of Life specia Drosophila sternopleuralis nu are subspecii cunoscute.